# NGC 6087
NGC 6087 (S Normae cluster) is een open sterrenhoop in het sterrenbeeld Winkelhaak. Het hemelobject werd op 8 mei 1826 ontdekt door de Schotse astronoom James Dunlop.

## Synoniemen
- OCL 948
- Caldwell 89
- ESO 137-SC15